# Blanský les

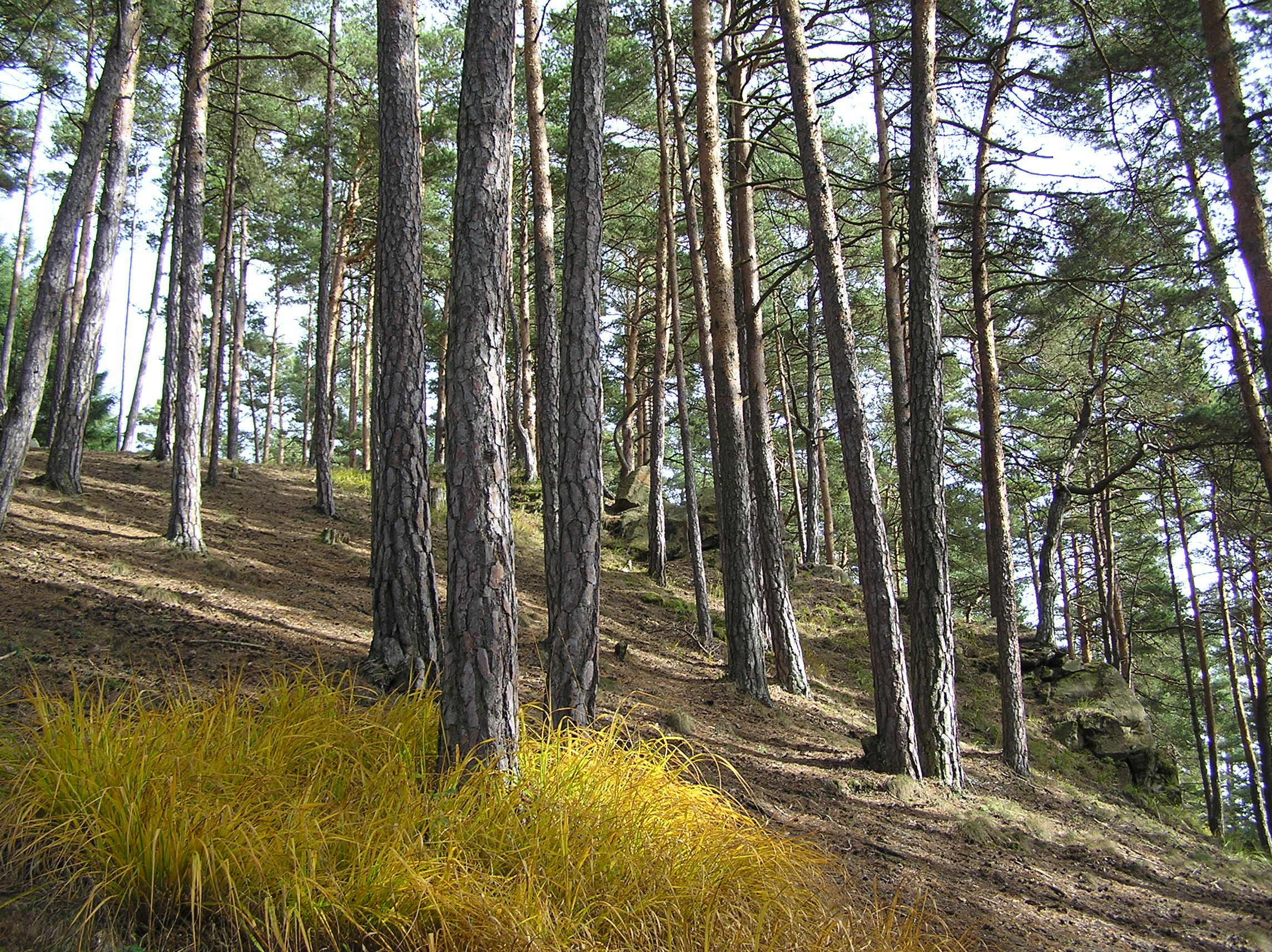
Het natuurgebied Holubovské hadce

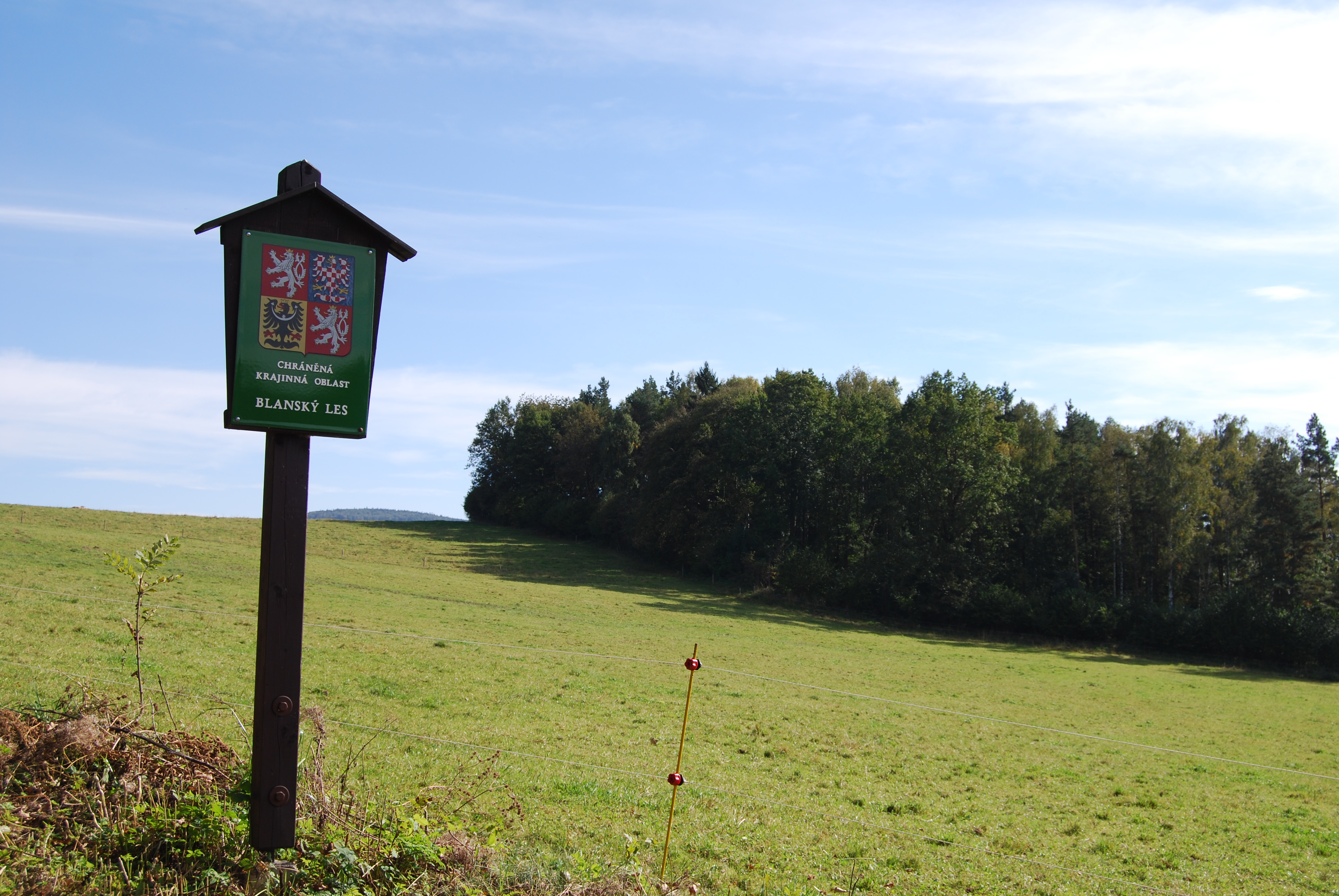
Markering van het beschermd landschapsgebied

Het Blanský les (vroeger Plánský les, Duits Blansker Wald, ook Plansker Wald) is een noordoostelijk voorgebergte van het Bohemer Woud. De naam komt van het Hof Plánský.
De hoogste top is de 1084 m hoge berg Kleť, gevolgd door de Ohrada (886 m), de Bílý kámen (930 m) en de Pískový vrch (803 m).
Blanský les ligt ten noorden van de stad Český Krumlov (Krumau an der Moldau). Het strekt zich uit naar het noorden tot Netolice. Blanský les gaat in het noordoosten over in de Českobudějovická pánev. In het zuidoosten is het dal van de Moldau, in het zuiden het Chvalšinský potok en in het westen het Netolický potok.
Blanský les bestaat uit de natuurgebieden Vyšenské kopce, Kleť, Dívčí Kámen, Kalamandra, Bořinka, Holubovské hadce, Jaronínská bučina, Vysoká Běta, Šimečkova stráň, Dobročkovské hadce, Na stráži, Horní luka, Mokřad u Borského rybníka, Malá skála en Ptačí stěna. Hier bevindt zich een grote kolonie van de bosmier Formica aquilonia.
Bezienswaardig zijn Český Krumlov, Holašovice (Hollschowitz), Kleť, het klooster Zlatá Koruna, het kasteel Dívčí Kámen en het kasteel en het klooster Kuklov.